# Al-Dschihad
Al-Dschihad, wörtl. „heiliger Krieg“, auch geschrieben al-Gihad oder al-Jihad, oder besonders missverständlich Islamischer Dschihad (der Name Islamischer Dschihad bezieht sich in aller Regel auf die palästinensische Terrororganisation) ist eine ehemalige ägyptische Terrororganisation, die mittlerweile unter Aiman az-Zawahiri in al-Qaida aufgegangen ist. Die Bewegung entstand als jugendliche Splittergruppe der ägyptischen sunnitisch-islamistischen Muslimbrüder, die von den Büchern Sayyid Qutbs beeinflusst wurden, insbesondere von seinem Pamphlet Zeichen auf dem Weg.
Mehrere führende al-Qaida-Mitglieder sind oder waren Ägypter, so beispielsweise Mohammed Atef, Ali Mohammed und Mohammed Atta.
Auch Saif al-Adel (eigentlich Muhammad Ibrahim Makkawi) und Zarqawi-Nachfolger Abu Ayyub al-Masri haben einen al-Dschihad-Hintergrund.

## Die Ermordung Sadats
Am 6. Oktober 1981 wurde Mohammed Anwar as-Sadat während einer Militärparade in Kairo, die an die Überquerung des Suezkanals zu Beginn des Jom-Kippur-Krieges erinnerte, durch einen Angriff von vier Islamisten der Gruppe al-Dschihad (Heiliger Krieg) ermordet.
al-Dschihad, eine Abspaltung der Gamaa Islamija, geführt von Abd as-Salam Faradsch (Kairo) und Karam Zuhdi (Mittelägypten) und ihr Mufti Scheich Umar Abd ar-Rahman, ein blinder Professor der al-Azhar-Universität, betrachteten Sadat als unrechtmäßigen Herrscher, weil er nicht ausschließlich auf Grundlage der Scharia herrschte. Sie sahen seine Ermordung als notwendiges und angemessenes Mittel zur Errichtung der von ihr angestrebten Form eines islamischen Staates. Während konfessioneller Unruhen im Gebiet von az-Zawiya al-Hamra 1981 ermordete die mittelägyptische Gruppe von al-Dschihad sechs koptische Christen, die reiche Goldschmiede waren, und erbeutete nach Aussage ihres Führers Karam Zuhdi fünf Kilogramm Gold und 3000 ägyptische Pfund, mit deren Hilfe Waffen für die Organisation erworben wurden. Zur Unterdrückung dieser Unruhen wurden auf Anweisung von Sadat etwa 1500 Oppositionelle im Raum Assiut verhaftet, darunter Muhammad al-Islambuli, Leiter der Dschamaʿat sowie der betriebswirtschaftlichen Fakultät von Assiut, Bruder des damals 24-jährigen al-Dschihad-Mitglieds und Oberstleutnants der Artillerie Chalid al-Islambuli.
Dieser unterbreitete neun Tage vor der Militärparade, auf der er ein gepanzertes Fahrzeug führen sollte, Abd as-Salam Faradsch den Vorschlag, die drei Soldaten, die neben ihm sitzen sollten, durch Komplizen zu ersetzen, das Fahrzeug auf Höhe der Tribüne zu stoppen und dort mit Handgranaten und Maschinengewehren Sadat zu ermorden. Er brauchte dafür Munition (die Waffen der paradierenden Soldaten waren nicht geladen) und Handgranaten. Am 26. September beschlossen die in Saft al-Laban, einem Kairoer Elendsviertel, zusammengerufenen Führer und Unterführer der Gruppen aus Kairo und Mittelägypten das Attentat und den anschließenden Start einer Volksrevolution in Kairo und Assiut.
Chalid al-Islambuli beurlaubte die drei Soldaten, die als seine Beifahrer eingeteilt waren, und schleuste am 5. Oktober drei Komplizen in die Kaserne. Weil Offiziere nicht durchsucht wurden, schmuggelte er selbst Gewehrmunition und die Handgranaten ein.
Die Attentäter brachten vor laufenden Fernsehkameras den gepanzerten Militärlastwagen vor der Tribüne zum Stehen, stürmten darauf zu und eröffneten das Feuer mit Handgranaten und Maschinengewehren. Die Granaten verfehlten die Tribüne, aber die Kugeln töteten Anwar as-Sadat, dessen Leibwächter überwiegend davonstoben, und weitere Menschen auf der Tribüne. Der Anführer der Attentäter rief hörbar in der Aufzeichnung des amerikanischen Fernsehens: Ich habe den Pharao getötet.
Während in Kairo nur eine Bombe explodierte, gingen am 8. Oktober Zuhdis Männer in Assiut zum Angriff über, um die Volksrevolution auszulösen. Da dies der erste Tag des Opferfestes war, das traditionsgemäß zu Hause in der Familie verbracht wird, gelang der überraschende Schlag gegen das Hauptquartier der Sicherheitspolizei, das nur von einem Bereitschaftsdienst unter Führung eines christlichen Offiziers besetzt war. Dieser wurde enthauptet, die Schawisch-s, schlecht bezahlte Polizisten, niedergemetzelt. Die mittelägyptische Polizei konnte die Stadt nicht unter ihre Kontrolle bringen, doch am übernächsten Tag zerschlugen aus Kairo eingeflogene Fallschirmjäger die Rebellion.
Die erhoffte islamische Volksrevolution blieb aus, Nachfolger Sadats wurde sein Stellvertreter Muhammad Husni Mubarak.
Den Trauerzug am Tage der Beisetzung begleiteten zahlreiche westliche Politiker, so die ehemaligen Präsidenten der Vereinigten Staaten Jimmy Carter, Richard Nixon und Gerald Ford, sowie Prinz Charles von England, der deutsche Kanzler Helmut Schmidt, der damalige Präsident Frankreichs, François Mitterrand, sowie politische Führer aus der Sowjetunion und Afrika. Außer dem Präsidenten des Sudan, Numeiri, und dem Präsidenten Somalias, Siad Barre, war kein arabischer Führer gekommen, um Sadat die letzte Ehre zu erweisen. In Libyen und im Südlibanon wurde sein Tod sogar gefeiert. In der iranischen Hauptstadt Teheran wurde eine Straße nach dem Mörder Sadats benannt, die jedoch im Jahre 2001 in „Intifada-Straße“ umbenannt wurde, um die iranisch-ägyptischen Beziehungen zu verbessern.
Nach Massenverhaftungen von Islamisten wurden die meisten nach und nach freigelassen. Nur die gefassten al-Dschihad-Mitglieder wurden in zwei Prozessen abgeurteilt. Im ersten Prozess wurden 5 der 24 Angeklagten – die vier Attentäter und der Chefideologe Faradsch, welcher die Kairoer Gruppe leitete – zum Tode verurteilt und am 15. April 1982 hingerichtet. Im zweiten Prozess standen 302 Personen unter Anklage. Die Prozessprotokolle sind, da die Attentäter stolz auf ihre Taten waren und aussagten, ein wertvolles Zeugnis über die Denkweise und Einstellung einer islamistischen Terrorgruppe.

## 1980er Jahre und später
In den 1980er Jahren zersplitterte sich die ursprüngliche Organisation, die Tala’at-al-Fatih-Fraktion unter Zawahiri wurde der bedeutendste Erbe des Ausgangsgebildes und wird in der Regel allgemein als al-Dschihad bezeichnet, zumal der Führer der Konkurrenzfraktion Abbud az-Zumar eingesperrt wurde. 1993 versuchte sie, den Innenminister Hasan al-Alfi und Premierminister Atif Sidqi zu töten. 1995 beging sie einen Anschlag auf die ägyptische Botschaft in Pakistan, scheiterte aber mit einem Anschlag auf Präsident Husni Mubarak in Addis Abeba.